# 1840-те
40-те години на XIX век са десетилетие от григорианския календар, петото десетилетие на XIX век, обхващащо периода от 1 януари 1840 до 31 декември 1849 година.